# Payleven
A payleven é uma empresa de soluções de pagamentos para profissionais liberais e microeemprendedores. A empresa também oferece serviços de pagamento para marketplaces para websites e aplicativos.

## Histórico
A payleven foi fundada em 2012 e pertence ao grupo Rocket Internet e ao Grupo Bandeirantes, e está presente em mais de 10 países. Em 2012, o grupo Rocket Internet, especializado em negócios online, trouxe a empresa payleven, que teve início na Alemanha, para o Brasil.
Em 2015, a payleven lançou uma ferramenta de gestão de pagamentos para marketplaces, o payleven Connect. O serviço oferece um gateway de pagamento que recebe os pagamentos online e repassa os valores para as duas partes envolvidas na transação. O payleven Connect suporta pagamentos de qualquer cartão de crédito e deposita o dinheiro em qualquer banco, seja conta corrente ou poupança. Ele é o gateway de pagamento de empresas como Easy Taxi, Vaniday, e o H2app.
A empresa possui diferentes parcerias com diferentes parceiros, como o AceleraMei e SEBRAETEC.
Em Abril de 2016 o Grupo Rocket anunciou a Fusão com a Sumup que atuará no Brasil com o nome da Sumup.